# Giant Robot (album Buckethead)
Giant Robot è il secondo album in studio del chitarrista statunitense Buckethead, pubblicato il 3 novembre 1994 dalla Sony Japan inizialmente per il solo mercato giapponese e successivamente ripubblicato il 18 settembre 2000 per il mercato mondiale.
Non va confuso con l'album omonimo pubblicato nel 1996 dai Giant Robot, gruppo fondato da Buckethead e da Bryan Mantia.

## Il disco
Diversamente dai successivi album solisti di Buckethead, Giant Robot contiene molte parti vocali realizzate da artisti illustri come Iggy Pop e Bill Moseley ma anche artisti come Sly Dunbar, Bootsy Collins e Karl Berger. La copertina dell'album raffigura un'ombra di un robot gigante e anticipa lo stile dell'album. Inoltre l'edizione originale contiene un fumetto presente all'interno del libretto.
L'album riprende i temi su cui era basato il precedente Bucketheadland, ovvero un immaginario "abusement park" (che costituisce uno degli elementi ricorrenti della mitologia di Buckethead) e il riferimento alla serie televisiva giapponese Giant Robot. Da Buckethealand sono stati ripresi i brani Intro: Park Theme (qui re-intitolato Welcome to Bucketheadland) e I Love My Parents, mentre altri tre brani contenuti in questo album sono rifacimenti di altrettante canzoni che Buckethead realizzò con i Deli Creeps: la versione strumentale di Binge and Grab (l'originale dei Deli Creeps presentava anche una parte cantata), Post Office Buddy e I Come in Peace (originariamente intitolate Smilin' Charlie e Random Killing).

## Tracce
Musiche di Buckethead, eccetto dove indicato.
1. Doomride – 0:57
2. Welcome to Bucketheadland – 3:42
3. I Come in Peace – 6:03 (musica: Buckethead, Bill Mosley)
4. Buckethead's Toy Store – 8:02
5. Want Some Slaw? – 4:30
6. Warweb – 3:06
7. Aquabot – 5:56 (musica: Buckethead, Elijah Wood)
8. Binge and Grab (Instrumental Version) – 5:17
9. Pure Imagination – 1:47 (musica: Leslie Bricusse)
10. Buckethead's Chamber of Horrors – 4:48 (musica: Buckethead, Elijah Wood, Ted Parsons)
11. Onions Onleashed – 2:20 (musica: Buckethead, Bill Mosley, Mike Hakopian)
12. Chicken – 1:06
13. I Love My Parents – 4:09
14. Buckethead's TV Show – 3:18
15. Robot Transmission – 2:59
16. Pirate's Life for Me – 1:01 (musica: Milton DeLugg, Morey Amsterdam)
17. Post Office Buddy – 6:40 (musica: Buckethead, Iggy Pop)
18. Star Wars – 1:54 (musica: John Williams)
19. Last Train to Bucketheadland – 5:47 (musica: Buckethead, Elijah Wood)

## Formazione
- Buckethead – chitarra (tracce 1–5, 7–15, 17–19), basso (tracce 3, 5, 17 e 19)

Altri musicisti
- Bill Laswell – campionatore (tracce 1 e 5), effetti sonori (tracce 8, 14, 17 e 19)
- Bootsy Collins – basso (tracce 2, 4, 7–8); voce (traccia 5)
- Jerome "Bigfoot" Brailey – batteria (tracce 2, 4, 7–8, 14–15)
- Pinchface – batteria (tracce 3, 18)
- Bill Moseley – voce (traccia 3 e 11)
- Throatrake – voce (tracce 4, 7, 10–11 e 19)
- Iggy Pop – voce (tracce 4, 17)
- Ted Parsons – batteria (tracce 5, 10–11, 17)
- Nettie Collins – voce (traccia 5)
- The Material Strings – strumenti ad arco (tracce 6, 13–14)
- Karl Berger – conduzione, arrangiamenti (tracce 6, 13–14)
- Stella Schnabel – voce (tracce 6 e 14)
- Vito e Julian Schnabel – voce (traccia 14)
- Kristen Gray – voce (traccia 17)
- Sly Dunbar – loop di batteria (traccia 19)

Produzione
- Bill Laswell – produzione
- Registrato ai Greenpoint Studio di Brooklyn (New York)
- Missato ai Platinum Island di New York (eccetto Binge and Grab, missato agli Electric Lady Studios di New York)
- Oz Fritz – ingegneria del suono
- Imad Mansour – assistenza tecnica presso i Greenpoint
- Howie Weinberg – mastering presso i Masterdisk